# Lag utan ordning
Lag utan ordning – Skriftställning 6 av Jan Myrdal, 178 sidor, Gidlunds förlag, Östervåla, 1975.

## Innehåll
"Den formella ramen kring denna sammanställning är att den omfattar mina olika inlägg i debatten om den nya grundlagen och i diskussionerna rörande IB-frågorna under åren 1973 och 1974. Jag har brutit ut dem och satt dem inom egen ram i en särskild volym. (...)" -Ur författarens förord.